# رمبوو (استان اشوی‌داشکسیه)
رمبوو (به لهستانی: Rembów) یک منطقهٔ مسکونی در لهستان است که در گمینا راکوو واقع شده‌است. رمبوو ۳۳۰ نفر جمعیت دارد.